# Anchíalos
Anchíalos är en ort i Grekland.   Den ligger i prefekturen Nomós Thessaloníkis och regionen Mellersta Makedonien, i den norra delen av landet, 300 km norr om huvudstaden Aten. Anchíalos ligger 20 meter över havet och antalet invånare är 852.
Terrängen runt Anchíalos är platt åt sydväst, men åt nordost är den kuperad.  Närmaste större samhälle är Thessaloníki, 15,0 km sydost om Anchíalos. Runt Anchíalos är det i huvudsak tätbebyggt.